# Helicolestes hamatus
El caracolero plomizo (Helicolestes hamatus) es una especie de ave accipitriforme de la familia Accipitridae, es la única especie del género monotípico Helicolestes. Es nativo del extremo sureste de América Central y del norte al centro oeste de América del Sur.

## Nombres comunes
También se le denomina caracolero negro (en Colombia), elanio piquidelgado (en Panamá), gavilán pico de hoz (en Venezuela) o elanio de pico delgado (en Perú).

## Distribución y hábitat
Se distribuye de forma disjunta en el extremo este de Panamá y noroeste de Colombia; en el noroeste de Colombia y noreste de Venezuela; en el noreste de Venezuela y extremo noroeste de Guyana, en el litoral del extremo noroeste de Guyana, Surinam y Guayana francesa; y en la mitad sur de la cuenca amazónica, desde el oriente de Brasil, hasta el este de Ecuador, noreste y este de Perú y norte de Bolivia (Pando y Beni). Los límites de su rango están pobremente definidos, en parte debido a la confusión con el caracolero común (Rostrhamus sociabilis).
Su hábitat natural son los márgenes de los ríos de selva, selvas en galería y selvas inundadas, como también los pantanos de agua dulce. Se lo encuentra desde el nivel del mar hasta los 800  m de altitud.

## Descripción
Mide entre 35 y 41 cm de longitud; el macho pesa entre 377 y 448 g, la hembra entre 367 y 485 g. Es mayormente de color negro pizarra; las alas y la cola son proporcionalmente más cortas que las del caracolero común, el pico es más grueso. El iris es amarillo. El juvenil es similar al adulto pero con la cola con dos angostas fajas y ápice blancos; presenta un tenue barrado sobre las primarias y las subcaudales.

## Comportamiento
Vive solitario, en parejas o en pequeñas bandadas. 

### Alimentación
Se alimenta mayormente de caracoles del género Pomacea, capturándolos en vuelos descendientes desde una percha baja y utilizando su pico ganchudo para cercenar la ligación del caracol a su concha de manera a poder extrairlo para consumo. Raramente se alimenta de cangrejos.

### Reproducción
Construye un nido hecho de ramitas en un árbol sobre agua.

## Sistemática

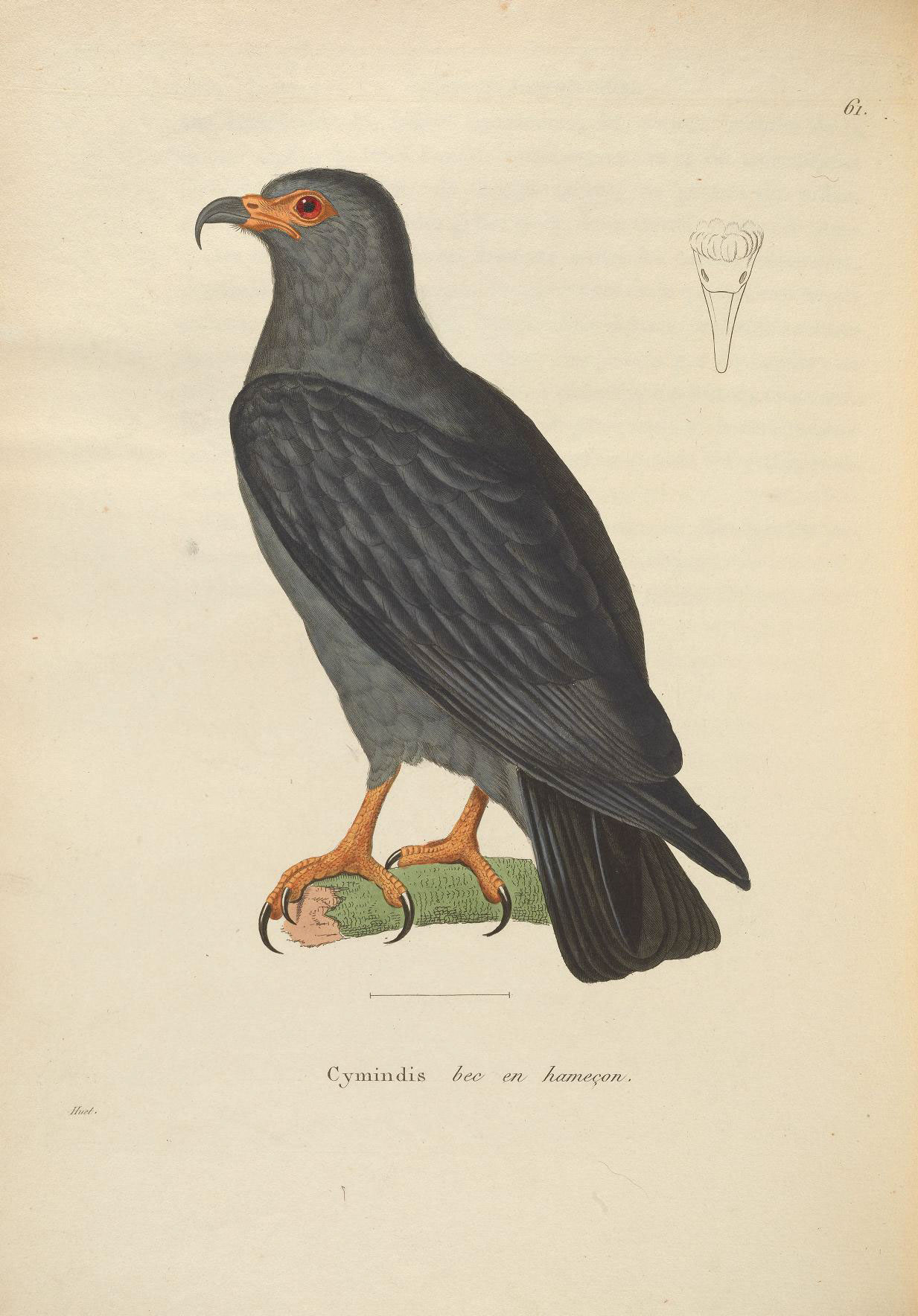
Helicolestes hamatus, ilustración de Huet en Temminck Nouveau recueil de planches coloriées d'oiseaux, 1838.

### Descripción original
La especie H. hamatus fue descrita por primera vez por el naturalista neerlandés Coenraad Jacob Temminck en 1821 bajo el nombre científico Falco hamatus; localidad tipo «Brasil».
El género Helicolestes fue descrito por los ornitólogos estadounidenses Outram Bangs y Thomas Edward Penard en 1918.

### Etimología
El nombre genérico femenino «Helicolestes» deriva del griego «helix, helikos»: espiral, concha de caracol, y «lēistēs»: ladrón; significando «ladrón de caracoles»; y el nombre de la especie «hamatus», proviene del latín: curvado, en formato de gancho.

### Taxonomía
La presente especie ya estuvo incluida en el género Rostrhamus. Es monotípica.